# Biergol
Un biergol ou diergol, dans le domaine de l'astronautique, est un propergol composé de deux ergols liquides stockés séparément.
Les termes correspondants en anglais sont bipropellant et dual-fuel.

## Référence
Droit français : arrêté du 20 février 1995 relatif à la terminologie des sciences et techniques spatiales.